# Meletianismo
El meletianismo o melicianismo es el conjunto de doctrinas desarrolladas por el sacerdote de Licópolis, Meletio o Melicio, que aparecieron durante los comienzos de la Iglesia cristiana. Su principal preocupación fue la facilidad con la cual los cristianos renegados entraron de nuevo en la Iglesia. A sus adeptos, San Jerónimo los llamaba campenses posiblemente por acampar. Los melicianos fueron llamados así porque, privados de acceso a las iglesias de la ciudad, tuvieron que adorar al aire libre.
Melicio declaraba que los sacerdotes que habían renegado públicamente de su cristianismo durante la persecución de Diocleciano no podían asumir de nuevo las funciones clericales. Afirmaba también que no debían asistir a las reuniones dedicadas al culto a no ser que probaran suficientemente su penitencia. Si bien Pedro, el patriarca de Alejandría, sugirió acciones menos tajantes, la mayor parte de la población apoyó sus sugerencias. Sin embargo, cuando Alejandro ocupó el trono episcopal, le desterró a trabajos forzados en las minas. Cuando volvió de su destierro, muchos seguidores comenzaron a reunirse en torno suyo formándose así la secta de los melicianos. De esta forma, se ordenaron obispos, sacerdotes y diáconos y se reconstruyeron muchas iglesias.
El grupo, perseguido por Alejandro, rehusó someterse y, al igual que los donatistas, se llamaron «Iglesia de los Mártires» en oposición a los seguidores de Alejandro que se llamaban «católicos».
Tras su muerte, Alejandro prohibió a sus seguidores organizar reuniones para el culto. A fin de oponerse a esta orden, enviaron una delegación a Constantino. La ayuda de Eusebio de Nicomedia les permitió ver al emperador. Su presencia en la corte fue otro de los factores que motivaron que Constantino convocara el Concilio de Nicea de 325. Eusebio era amigo de Arrio y esta entrevista fue la que propició el contacto entre los arrianos y los meletianos.